# Kis-Szénás
A Kis-Szénás 431 méter magas hegycsúcs Pest vármegyében, a Budai-hegység északi részén, a hegységen belül a Zsíros-hegy és a Nagy-Szénás tömbjében, annak főtömegétől kissé északra; közigazgatásilag Pilisszentiván és Piliscsaba határán. A dolomit alapkőzetű hegy növényzete igen értékes, ezért évtizedek óta a teljes területe természetvédelmi oltalom alatt áll, 1995 óta Európa Diplomás területnek minősül. Flórájának legértékesebb növényfaja a ritka reliktumendemizmus, a pilisi len, amely az egész világon csak a Kis- és Nagy-Szénás lejtőin fordul elő.

## Élővilága
A meredek völgyekkel tagolt, változatos felszínű területen a Budai-hegységre jellemző növényzeti típusok csaknem mindegyike előfordul, különleges ökológiai viszonyai és az élőhelyek rendkívüli változatossága miatt természetvédelmi szempontból „szentélynek” minősül. A legjellemzőbb élőhelyek a nyílt és zárt dolomit sziklagyepek, lejtősztyepprétek, a fával borított részeken molyhos tölgyes karsztbokorerdők, gyertyános–tölgyesek. Az erdőrezervátumnak minősülő terület a Kis- és Nagy-Szénáson együttesen 120,4 hektár, amiből a magterület 41,1 hektárt tesz ki, míg a fennmaradó 79,3 hektárnyi terület védőzóna.

## Természetvédelme
A Kis-Szénás környékének alaposabb növény- és állatföldrajzi kutatásai a Budapest–Esztergom-vasútvonal 1895-ös átadását követően indultak meg, aligha véletlen, hogy a terület legértékesebb növényfajának számító pilisi lent is 1896 januárjában mutatta be a tudományos közönségnek a faj felfedezője, Borbás Vince botanikus. Ettől függetlenül még három és fél évtizednek kellett eltelnie ahhoz, hogy egy szakember – a természetvédelem magyarországi alapelveit elsőként kidolgozó Kaán Károly – az 1931-ben kiadott, Természetvédelem és természeti emlékek című könyvében „rezerváció kijelölését” javasolja a Kis- és Nagy-Szénás egy részére vonatkozóan, az ott élő ritka növényfajok megóvása érdekében. Pilisszentiván akkori földbirtokosa, Karátsonyi Imre gróf már ebben az időszakban intézkedéseket tett a pilisi len védelme érdekében, de csak a második világháború után, 1951-ben került sor először hivatalos védetté nyilvánításra, ami akkor még csak két kisebb területet érintett. Ezek aztán 1978-ban váltak, a környezetükben fekvő, kevésbé értékes területrészekkel együtt az akkor létrehozott Budai Tájvédelmi Körzet részévé. 1994-ben a terület egy részét erdőrezervátummá nyilvánították, azaz olyan területté, ahol semminemű erdészeti beavatkozás nem történhet, így a természeti folyamatok a maguk háborítatlan menetének megfelelően tanulmányozhatók.
A Kis-Szénás területe 1995-ben nyerte el az Európa Diplomát, amely címet 2000-ben, 2005-ben, 2010-ben és 2015-ben is újabb öt-öt évre meghosszabbították.

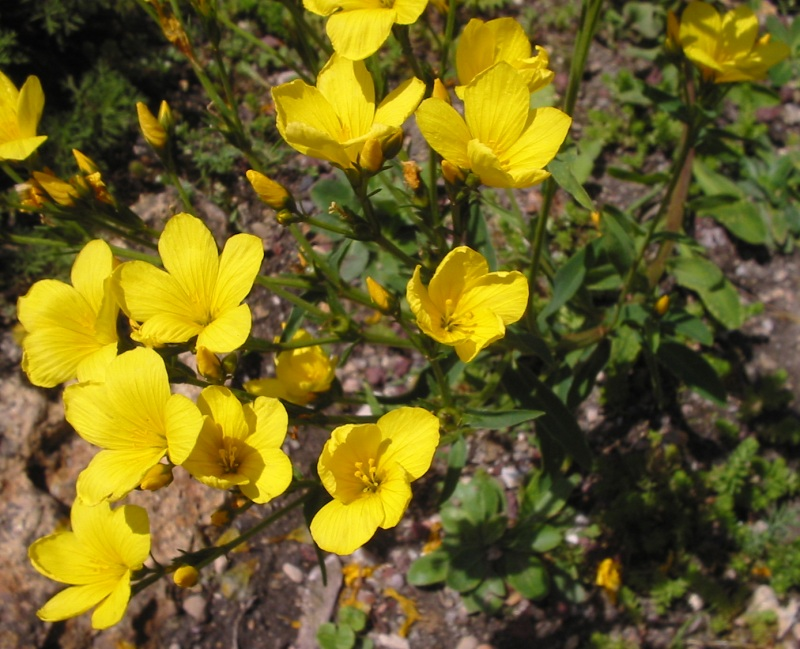
Virágzó pilisi len

A Diploma 2005-ös megújításakor a magyar fél részére megtett ajánlások között az alábbiak szerepeltek:
- A terület komplex kezelését egyetlen szervezet, a természetvédelmi szervezet területi igazgatósága, tehát a Duna-Ipoly Nemzeti Park Igazgatóság végezze, annak érdekében, hogy a természetvédelem egyértelmű prioritást kapjon.
- Az itt végzendő nagyvad-gazdálkodás során csak olyan tevékenység kapjon engedélyt, amely összhangban áll a természetvédelmi célkitűzésekkel; kifejezetten szükséges a muflonok és a dámszarvasok kiirtása és más nagytestű növényevők állományát is kívánatos olyan szintre szorítani (a populációk pontos monitorozása mellett), ami lehetővé teszi a dolomit gyepek és természetközeli erdők megőrzését.
- A régi vadvédelmi kerítések helyett új létesítésével kell körbekeríteni a teljes Európa Diplomás területet, részint az illegális terepmotorozás megakadályozása, részint a vadlétszám-szabályozás hatékonyságának növelése érdekében.
- Szükséges a nem őshonos fafajok, különösen a fehér akác és a feketefenyő visszaszorítása, és egy önálló magterület kijelölése, melynek magában kell foglalnia a pilisi len teljes előfordulási területét, a gyepeket, meredek lejtőket és az erdőrezervátumot, és ahol csak minimális, ökológiai szempontok szerinti erdészeti beavatkozás végezhető.
- A terület turisztikai befogadóképességének fejlesztése érdekében vezetett túrákat kell szervezni a legérzékenyebb területeken kívül, melyekkel növelhető a lakosság felelősségérzete az itteni élőhelyek megóvása iránt.
- Pufferzónaként kell fenntartani két további, védett területrészt, amelyek a fokozottan védett terület szélén helyezkednek el és amelyek számára szintén kérelmezték a diploma adományozását.
- Meg kell vizsgálni annak lehetőségét, hogy a Szénás-hegycsoportot leválasszák a Budai Tájvédelmi Körzetről.

2008 óta a terület kezelését a Környezetvédelmi és Vízügyi Minisztérium 17/2008. (VI. 3.) számú, a Szénás-hegycsoport Európa Diplomás terület természetvédelmi kezelési tervéről kiadott rendelet alapján kell végezni.